# Heinrich Schmitz (Mediziner)
Heinrich Schmitz (* 3. Juli 1896 in Braunschweig; † 26. November 1948 in Landsberg am Lech (hingerichtet)) war ein deutscher Chirurg und als Vertragsarzt im Konzentrationslager Flossenbürg tätig.

## Leben
Schmitz wurde als drittes von vier Kindern eines Malermeisters in Braunschweig geboren. Ebenfalls dort besuchte er die Volksschule und ein Gymnasium, in dem er ein Schuljahr wiederholen musste.
Nach dem Ausbruch des Ersten Weltkrieges meldete sich Schmitz noch als Schüler am 5. November 1914 zur Armee und kämpfte als Soldat des Braunschweigischen Infanterie-Regiments Nr. 92 in Frankreich und in Russland. Am 18. Juni 1916 wurde er durch Maschinengewehrfeuer verwundet, sodass zur Behandlung mehrere Operationen und ein dreijähriger Aufenthalt in Lazaretten und Krankenhäusern nötig waren.
Nach Ende des Krieges absolvierte Schmitz ab dem Frühjahr 1919 das Studium der Humanmedizin an den Universitäten von Jena, Freiburg (Breisgau), Göttingen und Berlin. Dieses beendete er 1924 mit dem Staatsexamen in Jena.
Nach dem Studium arbeitete Schmitz zunächst als Assistenzarzt auf einer Jenaer Tuberkulosestation, danach von 1926 bis 1927 an der Medizinischen Akademie in Düsseldorf, bevor er 1928 eine Stelle am pathologischen Institut in Breslau antrat. Es folgten Anstellungen als Chefarzt in kleineren Krankenhäusern in Hanau und in der Nähe von Leipzig, bevor Schmitz sich 1932 in einer eigenen Praxis in Gera niederließ und 1937, ebenfalls in Gera, eine eigene Klinik eröffnete.
Schmitz gehörte von 1932 bis 1937 der NSDAP an, war jedoch kein SS-Mitglied.
Im Juni 1943 wurde Schmitz nach einem Beschluss des Erbgesundheitsobergerichtes Jena sterilisiert. Grundlage des Gerichtsbeschlusses war das „Gesetz zur Verhütung erbkranken Nachwuchses“ von 1933, das Zwangssterilisierungen gegen den Willen des Betroffenen ermöglichte. Das Gerichtsurteil wurde mit „manisch-depressivem Irresein“ begründet. Schmitz habe einen Selbstmordversuch verübt, in seinem Leben gebe es „Zeiten einer ausgesprochen manischen Unruhe und krankhaft gesteigerter Betriebsamkeit.“ Wegen dieser Diagnose wurde Schmitz im September 1943 als „völlig untauglich zum Dienst in der Wehrmacht“ aus seinem Wehrpflichtverhältnis entlassen. Über einen ehemaligen Vorgesetzten wandte sich Schmitz an den Reichsarzt SS und Polizei, Ernst-Robert Grawitz. Im Dezember 1943 bat der persönliche Stab Himmlers Grawitz, „die Verwendung des Dr. Schmitz als Lagerarzt in einem Konzentrationslager zu prüfen“. Im April 1944 wurde Schmitz als ziviler „Arzt ohne Bestallung“ für das KZ Flossenbürg per Vertrag eingestellt.

### Flossenbürg
Mit Schmitz’ Eintreffen in Flossenbürg begann für die dortigen Häftlinge die „katastrophalste Phase ärztlicher Tätigkeit, ärztlichen Versagens und medizinischer Tötungspraxis“. Aussagen von Häftlingen nach Kriegsende belegen zahlreiche unnötige Operationen, die Schmitz an Häftlingen durchführte. Die Operationen waren dabei nicht, wie in anderen Konzentrationslagern, Teil eines von der SS angeordneten Versuchsprogramms, wurden allerdings von Schmitz’ Vorgesetzten in Flossenbürg geduldet. „Am liebsten operierte Dr. Schmitz am Leib, führte aber auch Amputationen durch. Einmal praktizierte er sogar eine Schädeloperation, ohne dafür die geeigneten Instrumente zu besitzen. Manchmal entfernte er Gewebeteile und sandte sie zur Untersuchung nach Erlangen ein. Etwa fünfzig Prozent der durchgeführten Operationen waren unnötig, weil negative Ergebnisse zurückkamen und somit kein Geschwür oder etwas anderes vorlag“, so die Aussage eines Häftlings. Ein französischer Häftlingsarzt führte unbemerkt ein Operationsbuch. Diesen Angaben zufolge nahm Schmitz in sechs Monaten 400 Operationen vor, davon 300 Amputationen. Nach den Aufzeichnungen starben etwa 250 der operierten Häftlinge. Nach Einschätzung des Häftlingsarztes seien 14 Operationen, wovon 11 tödlich verliefen, „lediglich so zum Spaß durch Dr. Schmitz erfolgt.“
Im Herbst 1944 war Schmitz an der gezielten Tötung unheilbar Kranker in Flossenbürg beteiligt. Enno Lolling vom Amt D III des SS-Wirtschafts- und Verwaltungshauptamtes hatte zuvor angeordnet, dass diese Häftlinge auf medizinischem Wege getötet werden sollten. In dieser zweiten Phase der Aktion 14f13 suchte Schmitz die zu tötenden Häftlinge aus, ohne zuvor eine eingehende Untersuchung vorzunehmen. In einem eigens eingerichteten Raum wurden die Häftlinge mit überdosierten Phenol-, Novocain- oder Tuberkulinpräparaten ermordet. Eine direkte Beteiligung an den Morden bestritt Schmitz in Nachkriegsaussagen, gab allerdings zu, dass unter seiner Leitung etwa 70 Häftlinge mit Phenol getötet worden seien. Andere Zeugenaussagen sprachen von bis zu 300 Tötungen.
Ende September 1944 brach in Flossenbürg eine Typhusepidemie aus. Die von Häftlingsärzten gestellte Diagnose von Fleckfieber ignorierte Schmitz. Als sich diese Diagnose in einer bakteriologischen Untersuchung bestätigte, verfälschte Schmitz die Ergebnisse. Während der Epidemie starben 200 Häftlinge, eine Zahl, die Schmitz in seinem späteren Prozess als „normal“ bezeichnete. Nach der Ablösung des bisherigen Standortarztes durch Hermann Fischer im Oktober 1944 wurden Schmitz schrittweise die Befugnisse entzogen. Er erkrankte selbst an Typhus. Kurz nach Kriegsende wurde er im Krankenhaus von Weiden von amerikanischen Soldaten festgenommen.

### Prozess nach Kriegsende
Schmitz war zusammen mit fünf weiteren Personen Angeklagter im Nachfolgeprozess zum Konzentrationslager Flossenbürg „Ewald Heerde et al.“ (Aktenzeichen 000-50-46-3). Dieses Verfahren, Teil der Dachauer Prozesse, fand ab dem 10. November 1947 statt. Das US-amerikanische Militärgericht verurteilte Heinrich Schmitz am 12. Dezember 1947 zum Tode. Schmitz verzichtete auf die Einreichung eines Gnadengesuches. Das Urteil wurde am 26. November 1948 im Kriegsverbrechergefängnis Landsberg vollstreckt.